# Аркејд (Њујорк)
Аркејд (енгл. Arcade) град је у америчкој савезној држави Њујорк.

## Демографија
По попису из 2010. године број становника је 2.071, што је 45 (2,2%) становника више него 2000. године.
| Група             | 2000.         | 2010.         |
| Белци             | 1.981 (97,8%) | 1.999 (96,5%) |
| Афроамериканци    | 7 (0,3%)      | 7 (0,3%)      |
| Азијати           | 5 (0,2%)      | 7 (0,3%)      |
| Хиспаноамериканци | 27 (1,3%)     | 25 (1,2%)     |
| Укупно            | 2.026         | 2.071         |